# チュチュチュファミリー
ChuChuChuFamily（チュチュチュファミリー）は、1997年1月に結成されたア・カペラ スーパーヴォーカル エンターティメント団。現在、auのみで着うたを配信中。（リアルうた♪DX）。ケイダッシュステージに所属していた。
2006年2月に解散した。解散後は2007年にダンドン、アン、アヤトの3人にドボンジュール田中（ピアノ担当）を加えた新音楽ユニット『ダンドン×カンパニー』を結成。
2016年、『ザ チュチュチュファミリー』として復活。不定期に活動をしていたが、近年（2023年時点）は活動に関する情報を発信しておらず、活動休止もしくは再度の解散状態にある。

## メンバー
ダンドン
本名：藤田 武志（ふじた たけし） O型、大阪出身でバリトン担当。学生時代に大阪でアカペラハーモニーコメディを開始。吉本興業主催のコンクールにて審査員特別賞『赤塚不二夫賞』を受賞。5年間クラシック声楽修行。1967年12月17日生まれ、大阪府出身。過去に「アルルカン」というコンビを組んでいた。
現在は音楽ユニット『ダンドン×カンパニー』のヴォーカルを担当。
亜紀
本名：穂積 亜紀（ほづみ あき） AB型、神奈川出身でアルト担当。1997年3月に日本大学芸術学部をきわめて優秀なる成績で卒業。1997年1月に紅一点女性ヴォーカリストとして結成に参加。1974年7月3日生まれ。
現在はあさくさFMというラジオ番組のパーソナリティとして活動。
一歩
本名：小野寺一歩 B型、新潟出身でバス担当。大学時代にアカペラを始める。ボキャブラでチュチュチュファミリーを知る。その後イベントで見たチュチュチュファミリーに衝撃を受ける。後日友人からベースパートを募集の話を聞き応募、1998年8月より参加。2000年、アニメ『金田一少年の事件簿』のOPで小室哲哉プロデュースの566 featuring 中野さゆりとしてデビューしていたことがある。
現在はナレーターとして活動。
アン
本名：安藤 和美（あんどう かずみ） O型、東京出身でメゾソプラノ担当。ソロのソウルシンガーとして、都内のライブハウスでR&B、SOULを中心にステージ活動を展開。満を持した2000年初頭にチュチュチュファミリーに参加。
現在は「AN」の芸名で、音楽ユニット『ダンドン×カンパニー』のヴォーカルを担当。
アヤト
本名：小野 アヤト（おの あやと） AB型、京都出身でボイスパーカッション担当。大学時代にアカペラに出会い、数々のグループでの活動を経て元メンバーのMaL脱退後のライブよりメンバーに加わる。
現在は音楽ユニット『ダンドン×カンパニー』のボイスパーカッションを担当。

### 元メンバー
MaL
本名：丸山大介（まるやま だいすけ）。 AB型、千葉県出身でボイスパーカッションとテナー担当。2003年11月3日の学園祭ライブを持って脱退。その後はヒューマンパーカッショニスト、ヒューマンビートボックス演奏者として、現在も精力的に活動を続けている。
尾渡泰三
1977年1月25日生、大分県出身、B型。
過去に「空気感染」というコンビを組んで活動しており、独特な切り口の毒舌時事漫才で一部には好評を博していた。
コンビ解散後は数々のお笑いライブの映像パートを担当し、2007年6月4日の大輪教授とHi-Hiのトークライブ「エリーゼのくせにGT」にゲスト出演した。
2008年11月には「東京俳優市場2008秋」に置いて、舞台演出を手掛ける。2010年4月には「東京俳優市場2010春」での記録映像を手掛けた。
現在は、作詞家「松井五郎」がプロデュースする朗読ユニット「銀河朗読団」にもパフォーマーとして参加している。
高田晶廣
1974年7月3日生、東京都出身、O型。
加藤俊
1970年9月16日生、大阪府出身、O型。
松井理絵
不明

## テレビ出演
- 黄金ボキャブラ天国(キャッチコピーは暗黒のハーモニー)（フジテレビ）
- ブレイクもの!（フジテレビ）
- 爆笑オンエアバトル（NHK総合）戦績0勝1敗、最高142KB
- ものまねバトル（日本テレビ）
- 第74回欽ちゃん&香取慎吾の全日本仮装大賞（『影のハーモニー』アイデア賞受賞）（日本テレビ）
- TXNニュースアイ（テレビ東京）
- 関ジャム 完全燃SHOW（テレビ朝日、ナレーション（一歩のみ））